# Promozione Campania-Molise 1989-1990
Nella stagione 1989-1990 la Promozione era sesto livello del calcio italiano (il massimo livello regionale). Qui vi sono le statistiche relative al campionato in Campania e in Molise.
Il campionato è strutturato in vari gironi all'italiana su base regionale, gestiti dai Comitati Regionali di competenza. Promozioni alla categoria superiore e retrocessioni in quella inferiore non erano sempre omogenee; erano quantificate all'inizio del campionato dal Comitato Regionale secondo le direttive stabilite dalla Lega Nazionale Dilettanti, ma flessibili, in relazione al numero delle società retrocesse dal Campionato Interregionale e perciò, a seconda delle varie situazioni regionali, la fine del campionato poteva avere degli spareggi sia di promozione che di retrocessione.

## Girone A

### Squadre partecipanti
| Club                       | Città (provincia)      | Stadio | Stagione precedente |
| -------------------------- | ---------------------- | ------ | ------------------- |
| U.S. Arzanese              | Arzano (NA)            |        |                     |
| U.S. Aurora Ururi          | Ururi (CB)             |        |                     |
| U.S. Boys Caivanese        | Caivano (NA)           |        |                     |
| A.S. Casale Bonito         | Casal di Principe (CE) |        |                     |
| Esperia                    | Roccamonfina (CE)      |        |                     |
| A.S. Frattese              | Frattamaggiore (NA)    |        |                     |
| A.S. Isernia '86           | Isernia                |        |                     |
| A.C. Junior Castelvolturno | Castel Volturno (CE)   |        |                     |
| Pol. Mondragonese          | Mondragone (CE)        |        |                     |
| A.C. Montesarchio          | Montesarchio (BN)      |        |                     |
| G.S. Piedimonte            | Piedimonte Matese (CE) |        |                     |
| Ponte Calcio               | Ponte (BN)             |        |                     |
| U.S. San Clemente          | Casamarciano (NA)      |        |                     |
| U.S. Silvana Grumese       | Cardito (NA)           |        |                     |
| S.S. Torrecuso Riviera     | Torrecuso (BN)         |        |                     |
| A.C. Virtus Sessa          | Sessa Aurunca (CE)     |        |                     |

### Classifica finale
|  | Pos. | Squadra               | Pt | G  | V  | N  | P  | GF | GS | DR  |
|  | ---- | --------------------- | -- | -- | -- | -- | -- | -- | -- | --- |
|  | 1.   | Silvana Grumese       | 47 | 30 | 18 | 11 | 1  | 56 | 16 | +40 |
|  | 2.   | Arzanese              | 46 | 30 | 18 | 10 | 2  | 51 | 17 | +34 |
|  | 3.   | Torrecuso Riviera     | 44 | 30 | 16 | 12 | 2  | 47 | 18 | +29 |
|  | 4.   | Boys Caivanese        | 40 | 30 | 15 | 10 | 5  | 52 | 23 | +29 |
|  | 5.   | Casale Bonito         | 31 | 30 | 11 | 9  | 10 | 46 | 38 | +8  |
|  | 6.   | Junior Castelvolturno | 30 | 30 | 8  | 14 | 8  | 20 | 19 | +1  |
|  | 7.   | Frattese              | 29 | 30 | 9  | 11 | 10 | 34 | 40 | -6  |
|  | 8.   | Esperia               | 27 | 30 | 8  | 11 | 11 | 29 | 33 | -4  |
|  | 9.   | Piedimonte            | 27 | 30 | 9  | 9  | 12 | 38 | 43 | -5  |
|  | 10.  | Mondragonese          | 27 | 30 | 8  | 11 | 11 | 26 | 31 | -5  |
|  | 11.  | Ponte                 | 27 | 30 | 7  | 13 | 10 | 36 | 35 | +1  |
|  | 12.  | Aurora Ururi          | 26 | 30 | 8  | 10 | 12 | 29 | 35 | -6  |
|  | 13.  | Montesarchio          | 25 | 30 | 5  | 15 | 10 | 25 | 34 | -9  |
|  | 14.  | Isernia               | 24 | 30 | 7  | 10 | 13 | 20 | 36 | -16 |
|  | 15.  | San Clemente (-1)     | 21 | 30 | 7  | 8  | 15 | 23 | 47 | -24 |
|  | 16.  | Virtus Sessa (-1)     | 7  | 30 | 1  | 6  | 23 | 14 | 81 | -67 |

### Verdetti finali
- Arzanese promossa per ripescaggio.

## Girone B

### Squadre partecipanti
| Club                      | Città (provincia)          | Stadio | Stagione precedente |
| ------------------------- | -------------------------- | ------ | ------------------- |
| Pol. Agerola              | Agerola (NA)               |        |                     |
| A.S. Barano               | Barano d'Ischia (NA)       |        |                     |
| U.S. Boscotrecase         | Boscotrecase (NA)          |        |                     |
| U.S. Casavatore           | Casavatore (NA)            |        |                     |
| A.C. Casoria              | Casoria (NA)               |        |                     |
| A.C. Ercolano             | Ercolano (NA)              |        |                     |
| A.C. Forio                | Forio (NA)                 |        |                     |
| Pol. Il Gabbiano          | Napoli                     |        |                     |
| A.C. Nuovo Terzigno       | Terzigno (NA)              |        |                     |
| A.P. Pimonte              | Pimonte (NA)               |        |                     |
| Pol. Rinascita Quindicese | Quindici (AV)              |        |                     |
| A.C. San Pietro           | Napoli                     |        |                     |
| A.C. Sangennarese         | San Gennaro Vesuviano (NA) |        |                     |
| Pol. Sangiorgese          | San Giorgio a Cremano (NA) |        |                     |
| Pol. Sanità               | Napoli                     |        |                     |
| S.C. Sarnese              | Sarno (SA)                 |        |                     |
| A.S.C. Saviano            | Saviano (NA)               |        |                     |
| Pol. Viribus Unitis       | Somma Vesuviana (NA)       |        |                     |

### Classifica finale
|  | Pos. | Squadra              | Pt | G  | V  | N  | P  | GF | GS  | DR  |
|  | ---- | -------------------- | -- | -- | -- | -- | -- | -- | --- | --- |
|  | 1.   | Ercolanese           | 53 | 34 | 22 | 9  | 3  | 62 | 18  | +44 |
|  | 2.   | Sangennarese         | 41 | 34 | 12 | 17 | 5  | 44 | 31  | +13 |
|  | 3.   | Il Gabbiano          | 39 | 34 | 15 | 9  | 10 | 57 | 38  | +19 |
|  | 4.   | Nuovo Terzigno       | 37 | 34 | 14 | 9  | 11 | 57 | 61  | -4  |
|  | 5.   | Boscotrecase         | 36 | 34 | 13 | 10 | 11 | 42 | 36  | +6  |
|  | 6.   | San Pietro           | 35 | 34 | 11 | 13 | 10 | 58 | 45  | +13 |
|  | 7.   | Sarnese (-1)         | 35 | 34 | 12 | 12 | 10 | 44 | 32  | +12 |
|  | 8.   | Rinascita Quindicese | 35 | 34 | 12 | 11 | 11 | 42 | 36  | +6  |
|  | 9.   | Pimonte              | 35 | 34 | 10 | 15 | 9  | 40 | 36  | +4  |
|  | 10.  | Forio                | 35 | 34 | 11 | 13 | 10 | 40 | 41  | -1  |
|  | 11.  | Agerola              | 35 | 34 | 11 | 13 | 10 | 39 | 41  | -2  |
|  | 12.  | Viribus Unitis       | 35 | 34 | 13 | 9  | 12 | 31 | 35  | -4  |
|  | 13.  | Casoria              | 34 | 34 | 11 | 12 | 11 | 44 | 29  | +15 |
|  | 14.  | Sangiorgese          | 33 | 34 | 10 | 13 | 11 | 34 | 40  | -6  |
|  | 15.  | Barano               | 31 | 34 | 10 | 11 | 13 | 35 | 30  | +5  |
|  | 16.  | Casavatore           | 31 | 34 | 8  | 15 | 11 | 39 | 47  | -8  |
|  | 17.  | Sanità               | 22 | 34 | 4  | 14 | 16 | 33 | 53  | -20 |
|  | 18.  | Saviano              | 9  | 34 | 1  | 7  | 26 | 21 | 113 | -92 |

## Girone C

### Squadre partecipanti
| Club                        | Città (provincia)        | Stadio | Stagione precedente |
| --------------------------- | ------------------------ | ------ | ------------------- |
| U.S. Agropoli               | Agropoli (SA)            |        |                     |
| U.S. Angri                  | Angri (SA)               |        |                     |
| U.S. Ariano Irpino          | Ariano Irpino (AV)       |        |                     |
| A.C. Atripalda              | Atripalda (AV)           |        |                     |
| Pol. Calitri                | Calitri (AV)             |        |                     |
| S.C. Campagna               | Campagna (SA)            |        |                     |
| U.S. Felice Scandone        | Montella (AV)            |        |                     |
| Pol. Gelbison               | Vallo della Lucania (SA) |        |                     |
| Pol. Libertas Alfaterna     | Nocera Inferiore (SA)    |        |                     |
| A.C. Maiori                 | Maiori (SA)              |        |                     |
| A.C. Paganese               | Pagani (SA)              |        |                     |
| U.S. Palinuro               | Centola (SA)             |        |                     |
| Pol. Pontecagnano Faiano    | Pontecagnano Faiano (SA) |        |                     |
| U.S. Poseidon               | Capaccio (SA)            |        |                     |
| Real Giove                  | Battipaglia (SA)         |        |                     |
| A.G. Real Palomonte         | Palomonte (SA)           |        |                     |
| Pol. Sapri Golfo Policastro | Sapri (SA)               |        |                     |
| Valsele                     | Valva (SA)               |        |                     |

### Classifica finale
|  | Pos. | Squadra                | Pt | G  | V  | N  | P  | GF | GS | DR  |
|  | ---- | ---------------------- | -- | -- | -- | -- | -- | -- | -- | --- |
|  | 1.   | Agropoli               | 55 | 34 | 24 | 7  | 3  | 76 | 20 | +56 |
|  | 2.   | Calitri                | 51 | 34 | 23 | 5  | 6  | 72 | 28 | +44 |
|  | 3.   | Felice Scandone        | 42 | 34 | 16 | 10 | 8  | 43 | 34 | +9  |
|  | 4.   | Gelbison               | 39 | 34 | 14 | 11 | 9  | 40 | 37 | +3  |
|  | 5.   | Maiori                 | 38 | 34 | 11 | 16 | 7  | 36 | 27 | +9  |
|  | 6.   | Ariano Irpino          | 37 | 34 | 13 | 11 | 10 | 44 | 37 | +7  |
|  | 7.   | Campagna               | 36 | 34 | 11 | 14 | 9  | 41 | 37 | +4  |
|  | 8.   | Libertas Alfaterna     | 35 | 34 | 11 | 13 | 10 | 44 | 32 | +12 |
|  | 9.   | Sapri Golfo Policastro | 34 | 34 | 12 | 10 | 12 | 28 | 29 | -1  |
|  | 10.  | Pontecagnano Faiano    | 33 | 34 | 10 | 13 | 11 | 34 | 32 | +2  |
|  | 11.  | Palinuro               | 32 | 34 | 8  | 16 | 10 | 34 | 40 | -6  |
|  | 12.  | Poseidon               | 32 | 34 | 10 | 12 | 12 | 30 | 39 | -9  |
|  | 13.  | Real Palomonte         | 29 | 34 | 8  | 13 | 13 | 29 | 45 | -16 |
|  | 14.  | Paganese               | 29 | 34 | 9  | 11 | 14 | 38 | 50 | -12 |
|  | 15.  | Atripalda              | 29 | 34 | 9  | 11 | 14 | 35 | 43 | -8  |
|  | 16.  | Valsele                | 23 | 34 | 8  | 7  | 19 | 22 | 54 | -32 |
|  | 17.  | Angri (-1)             | 20 | 34 | 7  | 7  | 20 | 27 | 60 | -33 |
|  | 18.  | Real Giove             | 15 | 34 | 6  | 3  | 25 | 28 | 71 | -43 |

Maiori e Ariano con una partita persa ad entrambe